# Toxonprucha
Toxonprucha é um gênero de traça pertencente à família Arctiidae.